# 캐롤라인느 로엡

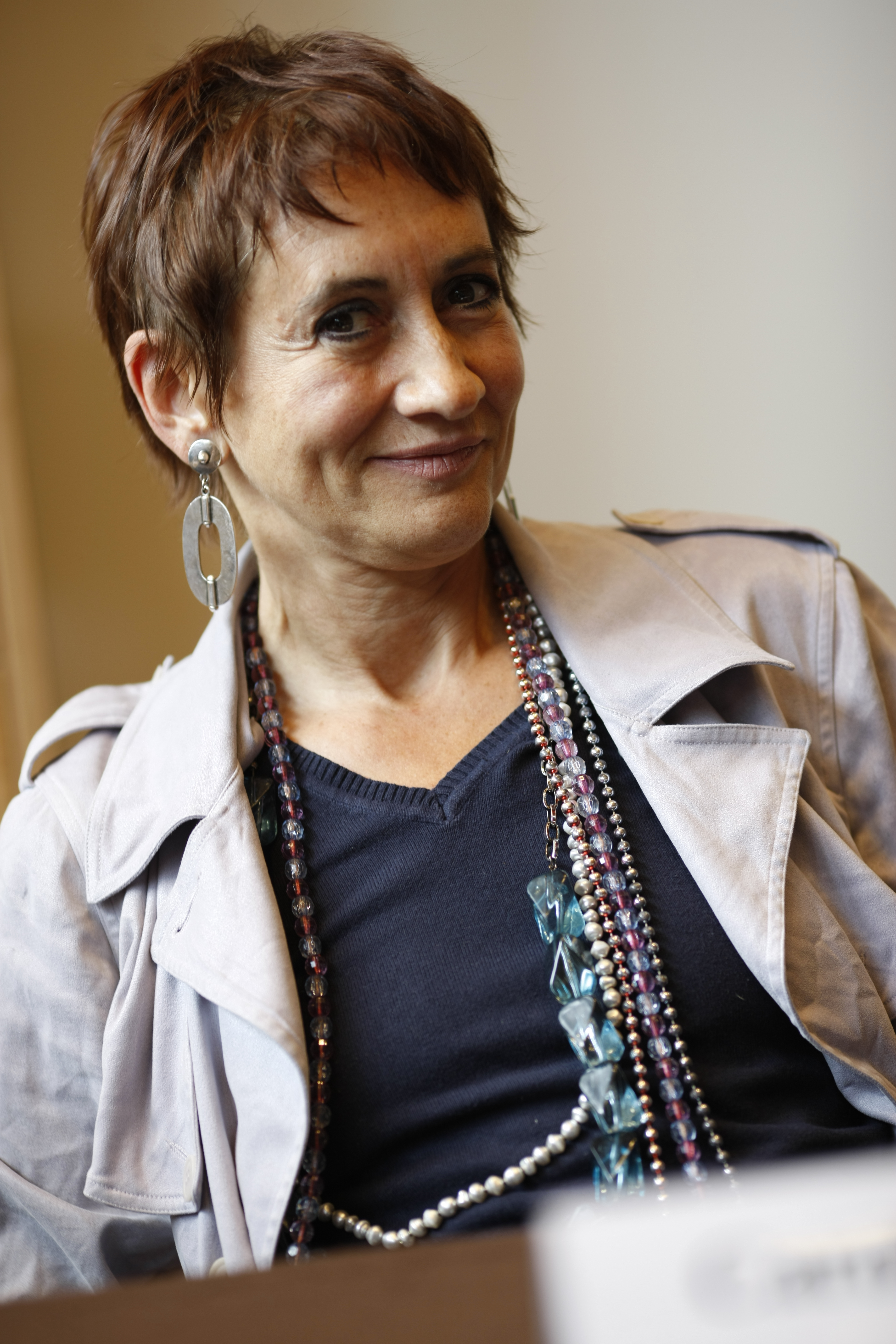

캐롤라인느 로엡(Caroline Loeb, 1955년 10월 5일 ~ )은 프랑스의 가수, 라디오 DJ, 무대 연출가, 영화배우, 싱어송라이터, 영화 감독이다.
뇌이쉬르센에서 태어났다.

## 영화
- 에로틱 컴필레이션 (2008년)
- 4중주 (1981년)
- 플레임스 (1978년)
- 나의 작은 연인들 (1974년)
- 엄마와 창녀 (1973년)